# 호르센스

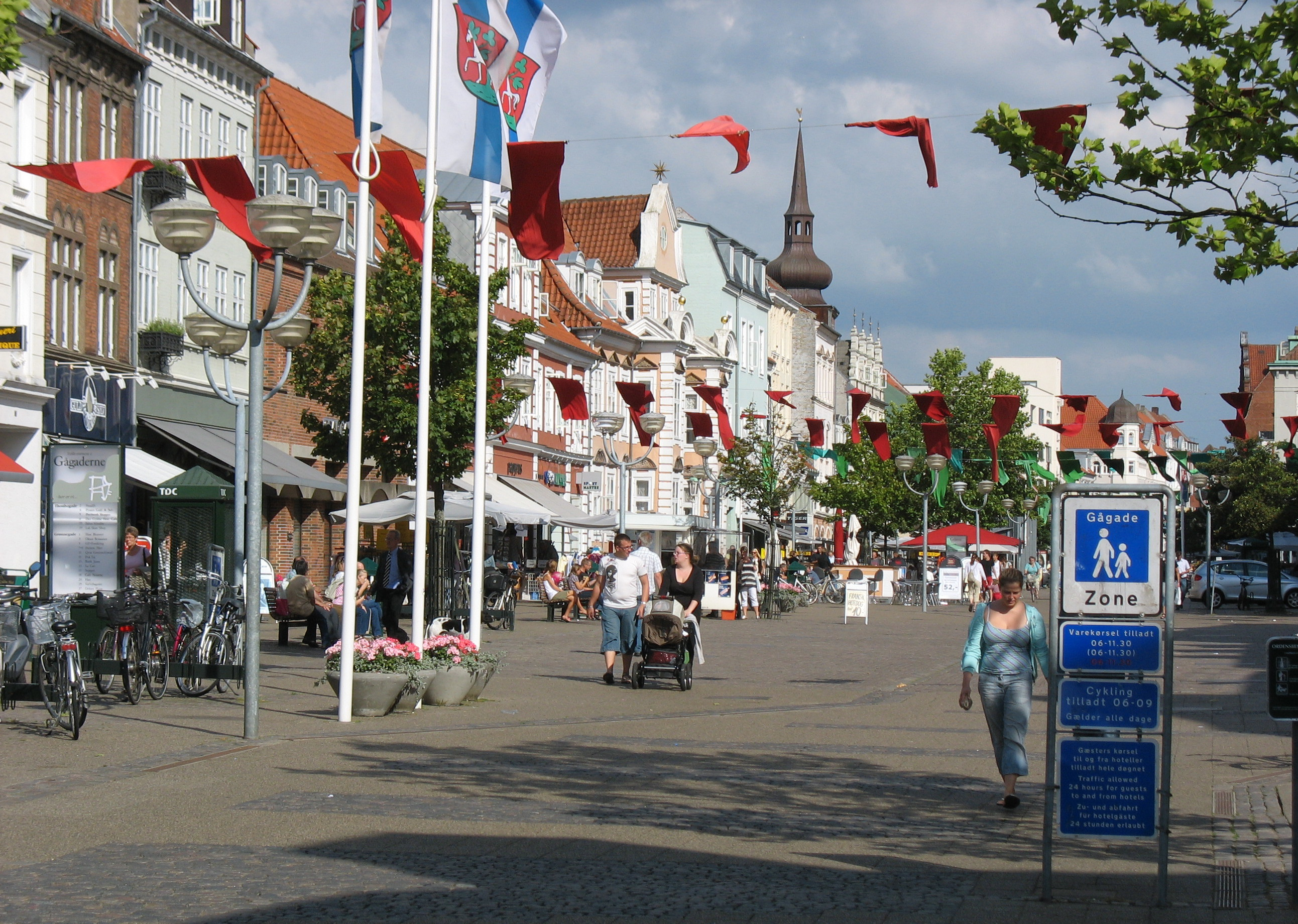
호르센스 시가지

호르센스(덴마크어: Horsens)는 덴마크 윌란반도 동부에 위치한 도시로, 인구는 54,450명(2012년 1월 1일 기준)이며 행정 구역상으로는 중앙윌란 지역 호르센스 시에 속한다.
덴마크 유일의 산업 박물관이 들어서 있으며 매년 8월 마지막 주 금요일과 토요일에 열리는 유럽 중세 축제로 유명하다. 탐험가 비투스 베링이 태어난 곳이기도 하다.